# Кунстхалле G2
Кунстхалле G2 (нем. G2 Kunsthalle) — частная художественная галерея в городе Лейпциг (земля Саксония), открытая в 2015 году. Музейное здание, отремонтированное и частично перестроенное по инициативе Штеффена Хильдебранда, имеет выставочную площадь в 1100 м²; в постоянной экспозиции находится собрание произведений современного искусства «Sammlung Hildebrand»; также проводит временные выставки.

## История и описание
Выставочный зал «G2 Kunsthalle» был основан в марте 2015 года в центре города Лейпциг, недалеко от Музея изобразительных искусств и Галереи современного искусства. Он является частным некоммерческим учреждением, созданным для поддержки современного изобразительного искусства: музей был задуман как форум для обмена мнениями как между специалистами и художниками, так и между любителями искусства. Основу музейного фонда составила коллекция, собранная агентом по недвижимости Штеффеном Хильдебрандом (Steffen Hildebrand): она представляется широкой аудитории в рамках регулярно меняющихся выставок; кроме того кунстхалле проводит временные выставки начинающих художников. Коллекция преимущественно состоит из работ местных авторов (включая Ханса Айхингера, Генриетту Гранер и Пауля Хаммера), но содержит также и работы Маттиаса Вайшера, Даниэля Рихтера и Томаса Сарацено.
В 2017 году в сотрудничестве с Академией изящных искусств Лейпцига (нем. Hochschule für Grafik und Buchkunst, HGB) музей учредил художественную премию «Meisterschülerpreis der G2 Kunsthalle». Премия предполагает денежный приз в 10 000 евро и предоставление студийного пространства на срок в 12 месяцев; ежегодно победитель будет отбираться среди аспирантов HGB. Выставочный зал расположен на третьем этаже здания, построенного в конце 1980-х годов в центре Лейпцига — как центр обработки данных ГДР (нем. VEB Datenverarbeitungszentrum). В связи с политическими изменениями в 1989—1990 годов, данный центр так и не приступил к своей деятельности, а само здание, возведённое на месте развалин Второй мировой войны, было частично заброшено — только часть его площадей использовалась как офисные помещения и склады.
В период с середины октября 2018 по конец января 2019 года в залах G2 проходила выставка немецкого фотографа Андреаса Мюэ (род. 1979) — совместно с художником и скульптором Себастьяном Небе (род. 1982); экспозиция называлась «Ничего нового на Востоке» (Im Osten nichts Neues). В мае-сентябре 2019 года в галере прошла групповая выставка «Wege zur Welt»: в экспозиции были собраны работы 11 немецких и зарубежных художников из коллекции Хильдебранда.